# Morés
Morés település Spanyolországban,  Zaragoza tartományban. Morés Sestrica, Arándiga, Chodes, Sabiñán és Calatayud községekkel határos. Lakosainak száma 303 fő (2024).

## Népesség
A település népessége az utóbbi években az alábbiak szerint változott:
| Lakosok száma | 474  | 425  | 447  | 443  | 402  | 379  | 335  | 323  | 332  | 303  |
|               | 2001 | 2004 | 2007 | 2009 | 2012 | 2014 | 2017 | 2019 | 2022 | 2024 |